# Taylor Motor Truck Company
Taylor Motor Truck Company war ein Hersteller von Nutzfahrzeugen aus den USA.

## Unternehmensgeschichte
Das Unternehmen wurde 1917 in Fremont in Ohio gegründet. Als Vorgänger gilt H. G. Burford Company. Im gleichen Jahr begann die Produktion von Lastkraftwagen. Der Markenname lautete Taylor. 1918 endete die Produktion.

## Fahrzeuge
Im Angebot standen fünf Modelle. Ihre Nutzlasten betrugen bei den beiden kleinsten Modellen eine bzw. anderthalb Tonnen, bei den nächstgrößeren Modellen 2,5 und 3,5 Tonnen und beim schwersten Modell 5 Tonnen. Die Vierzylindermotoren kamen von der Continental Motors Company und die Hinterachsen von der Timken Company. Die Radstände lagen zwischen 320 cm und 406 cm.